# Альдермышское сельское поселение
Альдермышское се́льское поселе́ние (тат. Әлдермеш авыл җирлеге, Äldermeş awıl cirlege)— муниципальное образование в Высокогорском районе Татарстана Российской Федерации.
Административный центр — село Альдермыш.

## История
Статус и границы сельского поселения установлены Законом Республики Татарстан от 31 января 2005 года № 20-ЗРТ «Об установлении границ территорий и статусе муниципального образования "Высокогорский муниципальный район" и муниципальных образований в его составе».

## Население
| 2010  | 2011  | 2012  | 2013  | 2014  | 2015  | 2016  |
| ----- | ----- | ----- | ----- | ----- | ----- | ----- |
| 1070  | ↗1071 | ↗1081 | ↘1068 | ↘1059 | ↗1065 | ↗1078 |
| 2017  | 2018  |       |       |       |       |       |
| ↘1065 | ↘1042 |       |       |       |       |       |

## Состав сельского поселения
| № | Населённый пункт | Тип населённого пункта       | Население |
| - | ---------------- | ---------------------------- | --------- |
| 1 | Альдермыш        | село, административный центр |           |
| 2 | Ибря             | деревня                      |           |
| 3 | Сая              | село                         |           |